# 青藍尖鼻魨
青藍尖鼻魨為輻鰭魚綱魨形目四齒魨亞目四齒魨科的其中一種，為亞熱帶海水魚，分布於東南太平洋復活節島海域，棲息深度12-40公尺，體長可達7.1公分，棲息在底層水域，生活習性不明。